# Rodrigo Padula
Rodrigo Padula de Oliveira (nascido em 1982 ou 1983) é um gerente de projetos, pesquisador, palestrante e wikipedista brasileiro.

## Wikipédia
Rodrigo Padula é mestre em computação pela Universidade Federal do Rio de Janeiro (UFRJ). Tornou-se colaborador da Wikipédia em português em 2006 e atualmente faz parte da equipe de administradores da plataforma. Em 2014, foi coordenador do concurso "Wiki Loves Earth Brasil" e do Programa de Educação da Wikipédia do Brasil. Em 2016, organizou o I Congresso Científico Brasileiro da Wikipédia. Entre os dias 1.º e 3 de outubro de 2018, Rodrigo palestrou no I Simpósio História Pública em Rede: difusão do conhecimento na Wikipédia, sediado pela Universidade Federal de Santa Catarina (UFSC). Em 2019, palestrou na sede do Arquivo Nacional. Em outubro de 2021, quando a Diretoria do Patrimônio Histórico e Documentação da Marinha (DPHDM) anunciou uma parceria com a Wikipédia em português, o órgão declarou que Rodrigo, junto a outros usuários, "tem desempenhado um importante papel na divulgação e no fortalecimento das tradições da Marinha do Brasil, nessa nova enciclopédia contemporânea".
Rodrigo é frequentemente convidado para entrevistas sobre a Wikipédia, como ocorreu quando a enciclopédia completou 20 anos; nesse caso, foi entrevistado pela CNN, Canaltech, UOL e O Globo. Apareceu na televisão em 2016, no Conexão Futura, do Canal Futura, e no ano seguinte no Sem Censura, da TV Brasil. Em 2019, ele recebeu e-mails do Ministério da Educação pedindo a exclusão do verbete de Abraham Weintraub, então ministro da Educação e, se Rodrigo não respondesse em cinco dias, "tomariam as medidas judiciais cabíveis". Após a repercussão do caso, Rodrigo disse que políticos, como o deputado federal Marcelo Freixo (PSOL), entraram em contato com ele e outras pessoas da Wikipédia, com a intenção de abordar, na Câmara dos Deputados, o motivo de Weintraub utilizar a pasta do Executivo para fins pessoais.

### Classificação de fontes não confiáveis

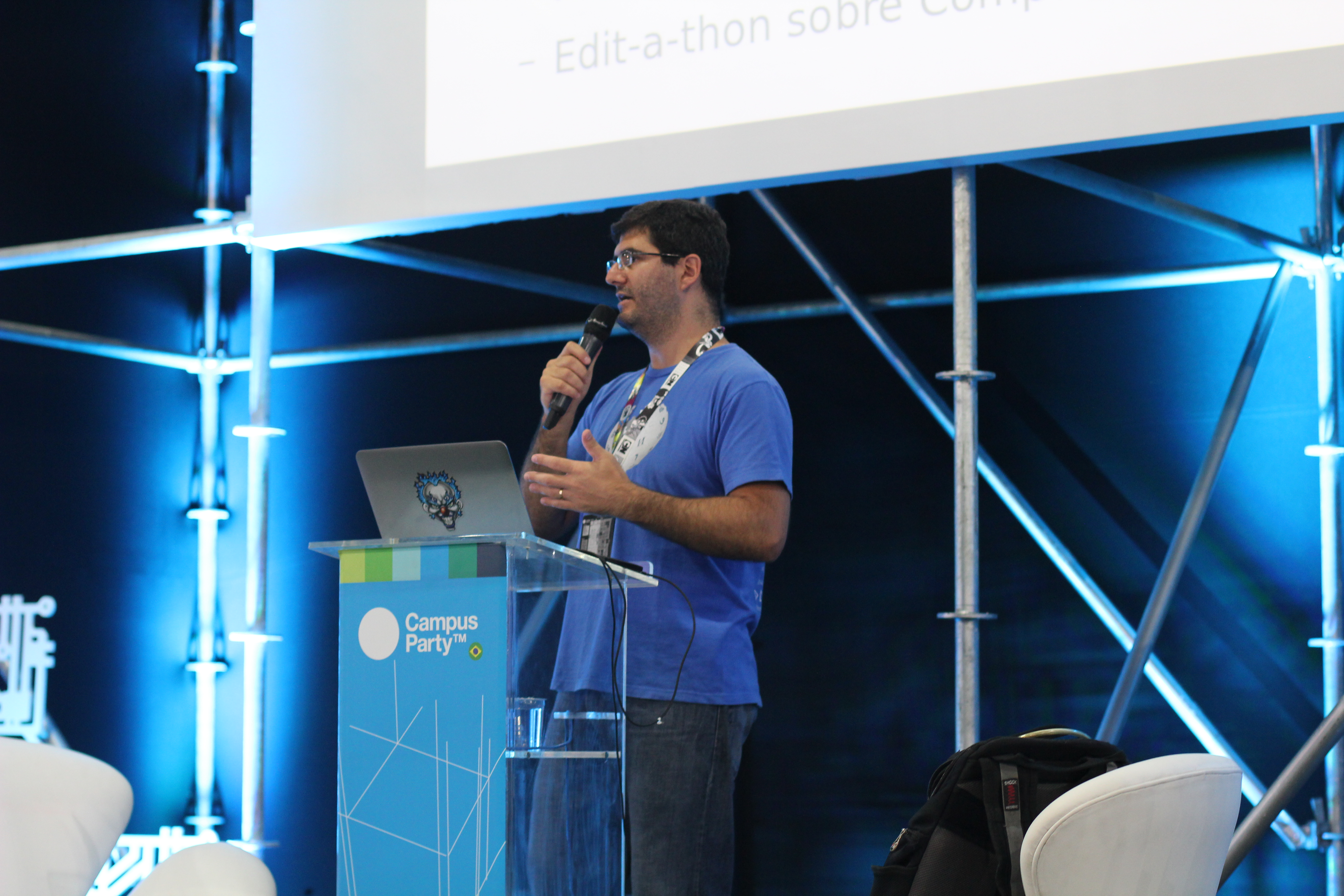
Rodrigo em palestra no Campus Party Brasil em 2016

Em uma entrevista ao O Globo em março de 2022, na qual Rodrigo também participou, outro wikipedista afirmou: "Há uma lista de fontes não confiáveis sendo elaborada pelos membros para combater edições partidárias. Já está incluso na lista de fontes não aceitas o blog Brasil 247 e, em breve, também não poderão ser usados Jovem Pan, Diário do Centro do Mundo e Revista Oeste." Depois que foi descoberto que Rodrigo foi o autor dos pedidos de inclusão na lista de fontes não confiáveis, o Brasil 247 e o DCM criticaram as medidas e ameaçaram processar Rodrigo, que foi caracterizado como apoiador de Ciro Gomes pelos portais. O Brasil 247 acusou Padula de "ferir o princípio da neutralidade ao retirar o blog da lista de fontes confiáveis a serem utilizadas em artigos da Wikipédia". O ataque, que durou meses, gerou uma rara nota de repúdio por parte da enciclopédia livre. Padula disse que, "Por falta de compreensão das regras da Wikipédia e também por viés político, alguns blogs, jornalistas e até associações profissionais de imprensa se embrenharam em campanhas difamatórias contra os editores envolvidos na classificação desses veículos como não confiáveis para uso na Wikipédia."

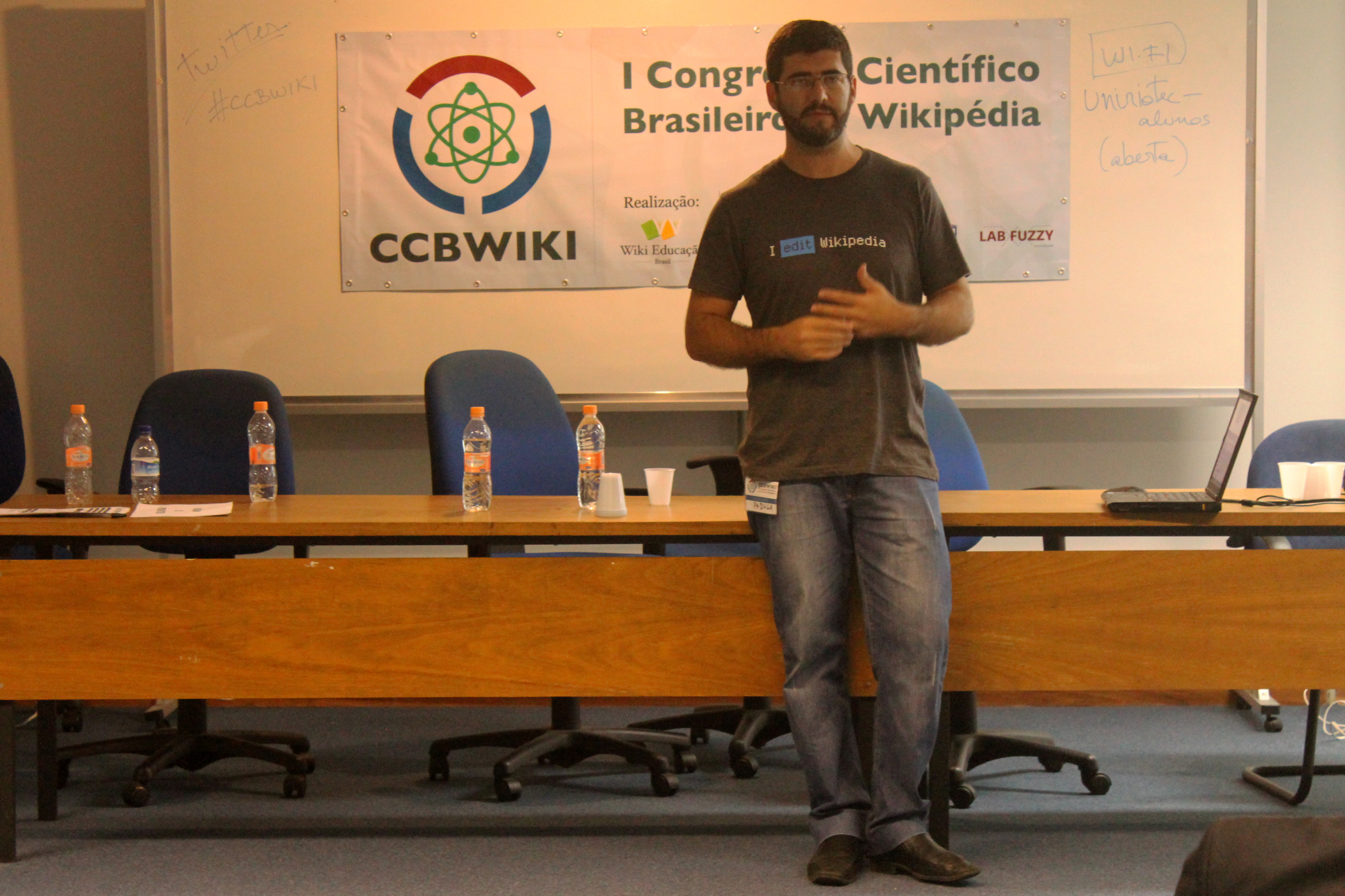
Rodrigo no I Congresso Científico Brasileiro da Wikipédia, em 2016

Em outra entrevista, disse que "a pluralidade é algo muito importante, mas não é por isso que devemos aceitar fontes enviesadas ou colunas de opinião, por exemplo". Rodrigo propôs a inclusão da Jovem Pan na lista de fontes não confiáveis da Wikipédia por "posicionamentos completamente parciais, negacionismo de todos os tipos, desinformação e campanhas antivacina com diversos programas e comentaristas diariamente jogando contra a saúde da população e a democracia brasileira".

## Outros projetos
Rodrigo é o autor de um projeto no Portal e-Cidadania para proibir canudos e sacolas plásticas, que teve repercussão e foi aprovado como o PLS 263/2018. Também é chefe de escoteiros e mergulhador amador. Em 2019, foi agraciado pela Marinha do Brasil com a Medalha Colaborador Emérito em reconhecimento pelo apoio na contribuição da história e divulgação da mentalidade marítima da instituição.